# Komorowo (powiat pilski)
Komorowo – osada w Polsce położona w województwie wielkopolskim, w powiecie pilskim, w gminie Wyrzysk.
W latach 1975–1998 miejscowość administracyjnie należała do województwa pilskiego.
Zobacz też: Komorowo.